# 松平保久
松平 保久（まつだいら もりひさ、1954年（昭和29年）3月15日 - ）は、日本のテレビプロデューサー。会津松平家の14代当主。
会津藩最後の藩主である松平容保の曾孫にあたる。

## 来歴・人物
1954年、会津松平家13代当主松平保定の息子として東京都で生まれる。
1976年（昭和51年）学習院大学法学部法学科を卒業後、日本放送協会に入局する。大阪放送局・放送センター・盛岡放送局に勤務の後、2010年（平成22年）にNHKエンタープライズへ転籍、プロデューサーとしてドキュメンタリー・映画関連業務など番組制作に携わる。
2018年（平成30年）9月22日に会津若松市で催された戊辰150年式典で、先人たちの苦難を偲んだ。この会で保久は、「困難に満ちた幕末の会津の歴史だが、強い誇りをもって、未来につなげてほしい」と語った。
2019年（令和元年）5月4日に歴代会津藩主を慰める墓前祭「お花まつり」が開かれた。墓所には2代目藩主正経以降の藩主が葬られており、松平は墓所祭の祭主を務めた。当日は長男（親保）と会津松平家奉賛会の会員ら80人が参列した。

## 参考書籍
- 加藤明『お殿様は「今」』洋泉社〈歴史新書〉、2016年。ISBN 978-4800309235。